# Fritz Burkhalter
Fritz Burkhalter (* 24. März 1959) ist ein Schweizer Politiker (FDP). Er ist Mitglied des Grossen Rats des Kantons Freiburg. Im Rat ist er Mitglied der Einbürgerungskommission.
Burkhalter ist verheiratet, von Beruf Landwirt und wohnt in Alterswil. 